# Humberlito Borges
Humberlito Borges (Salvador, 1980. október 5. –) brazil válogatott labdarúgó.

## Nemzeti válogatott
A brazil válogatottban 1 mérkőzést játszott.

## Statisztika
| Brazil válogatott | Brazil válogatott | Brazil válogatott |
| Időszak           | Mérk.             | gól               |
| ----------------- | ----------------- | ----------------- |
| 2011              | 1                 | 0                 |
| Összesen          | 1                 | 0                 |